# Matević
Matević (mađ. Mátételke)  je selo u Mađarskoj, u Bačko-kiškunskoj županiji.

## Zemljopisna obilježja
Selo je površine 27,93 km². Nalazi se na 46°10' sjeverne zemljopisne širine i 19°17' istočne zemljopisne dužine, na 120 metara nadmorske visine. 2 km je zapadno od Tataze i 6 km sjeverozapadno od Aljmaša.

## Upravna organizacija
Poštanski broj je 6452. Pripada aljmaškoj mikroregiji.
Upravno mu pripadaju predio Poljanka (Vilma, mađ. Ilkamajor).

## Povijest
Matević je nekoć bila pustara, koju su naselili bunjevački Hrvati plemenitaši nakon 1743. Naseljenici su bili plemići koji nisu htjeli plaćati porez, čak ni nakon što je isti bio snižen na samu intervenciju austrijske carice, pa su preselili na pustare Matević i Miletić (kasniji Lemeš).
Raniji naziv ovog mjesta je bio Matheovics, od 1904. se službeno zove Mátételke. Prvo službeno spominjanje ovog sela je iz 1651. godine, po kojem je izvjesni Pál iz Bornemisza u oporuci ostavio pustaru Matheovics svojim kćerkama. 1662. car Leopold I. je dodijelio Pálu ovo selo, a pripadalo je Czoborskim vladarima. Poslije višestrukog mijenjanja vlasnika, 1744. su ovo mjesto iznajmili biskup Pál Csejtey  i Mihály Latkoczi , a 1747. je dijelom pripalo u vlasništvo Ivana Pijukovića (u mađ. izvorima: Piukovics János). 1749. Csejtey je prodao zapadnu stranu ovog mjesta obitelji Pijuković.
Poslije ovoga je 1877. barun Josip Rudić Aljmaški (u mađ. izvorima: Rudics József) je izgradio školu u selu, gdje je na mađarskom i hrvatskom (u izvorima stoji: dalmatinskom) jeziku predavao jedan učitelj. Od 1927. godine u selu radi i pošta. Iste godine je dobilo seosku upravu. 1929. je općina ponovo izgradila školu, a iste godine Matević je dobio i knjižnicu. Streljana je izgrađena 1931. godine. Rimokatolička crkva je izgrađena 1936. i kao takva je izvjesno vrijeme samostalno funkcionirirala. Trenutno u mjestu rade dvije maloprodajne trgovinske radnje i dva restorana.

## Stanovništvo
U Mateviću je 2002. živilo 617 stanovnika. U selu žive Mađari, a nekad je u većem broju bilo i Hrvata. Rimokatolika je 86%, kalvinista je 4% te ostalih.